# لويد هوارد بيركنز
لويد هوارد بيركنز (بالإنجليزية: Lloyd Howard Perkins)‏ هو قسيس أمريكي، ولد في 6 أكتوبر 1923، وتوفي في 4 سبتمبر 1999.